# Willem van Ballenstedt
Willem van Ballenstedt (Worms, 1112 - Cochem, 13 februari 1140) was van 1124 tot aan zijn dood graaf van Weimar-Orlamünde en van 1129 tot aan zijn dood paltsgraaf aan de Rijn. Hij behoorde tot het huis der Ascaniërs.

## Levensloop
Willem was een jongere zoon van Siegfried van Ballenstedt, paltsgraaf aan de Rijn en graaf van Weimar-Orlamünde, uit diens huwelijk met Gertrudis van Northeim, dochter van graaf Hendrik van Northeim. Na de dood van zijn vader in 1113 erfde zijn oudere broer Siegfried II het graafschap Weimar-Orlamünde, terwijl het paltsgraafschap aan de Rijn door keizer Hendrik V werd toegewezen aan graaf Godfried van Calw. Ook wordt een zekere Willem beschreven als Graaf van Dalhem (in 1108 (Willelmus de Daleheim) en 1125 - zie Ernst; Histoire du Limbourg) Dit had hij via zijn grootmoeder Adelheid van Weimar-Orlamünde verkregen zij was gehuwd geweest met paltsgraaf aan de Rhein en Neder-Lotharingen Hendrik (de Furieuse) van Lotharingen. 
Rond 1115 hertrouwde zijn moeder met graaf Otto I van Salm (1080-1150), die vermoedelijk het regentschap van de minderjarige Siegfried II op zich nam. In 1124 stierf Siegfried II en volgde de nog steeds minderjarige Willem hem op als graaf van Weimar-Orlamünde, vermoedelijk onder het regentschap van zijn stiefvader.
Toen Willems oom Lotharius van Supplinburg als Lotharius III tot Rooms-Duits koning werd verkozen, installeerde hij Willem als paltsgraaf aan de Rijn. Totdat hij in 1129 volwassen werd verklaard, fungeerde zijn voorganger Godfried van Calw als regent. Daarnaast kreeg ook zijn stiefvader Otto I van Salm de titel van paltsgraaf aan de Rijn. Na de dood van Lotharius III in 1137 streden Koenraad van Zwaben uit het huis Hohenstaufen en Hendrik de Trotse uit het huis Welfen om de Rooms-Duitse troon, waarbij Willem partij koos voor de laatste.
Hij was gehuwd met een zekere Adelheid, maar dit huwelijk bleef kinderloos. Na zijn dood in 1140 volgde zijn neef Albrecht de Beer hem op in Weimar-Orlamünde. In het paltsgraafschap aan de Rijn werd zijn stiefvader Otto I van Salm door Rooms-Duits koning Koenraad III opzijgeschoven en vervangen door markgraaf Hendrik II van Oostenrijk.